# モーリス・ラファエル・コーエン
モーリス・ラファエル・コーエン（ベラルーシ語: Морыс Рафаэль Коэн、1880年7月25日 - 1947年1月28日）は、ロシア生まれのアメリカの法哲学者、弁護士、法学者であり、プラグマティズムと論理実証主義、言語分析を結びつけた人物である。この業績は、20世紀初頭から戦間期にかけて、コロンビア大学を中心に形成された「客観的相対主義（objective relativism）」へと結実した。また、フェリックス・S・コーエンとレオノーラ・コーエン・ローゼンフィールドの父でもある。

## 生涯と経歴
コーエンは、帝政ロシア（現在のベラルーシ）のミンスクに、ベシー（旧姓ファーフェル）とアブラハム・モルデカイ・コーエンの息子として生まれた。12歳のとき、家族とともにニューヨークへ移住した。彼はニューヨーク市立大学シティカレッジ（CCNY）とハーバード大学で学び、ハーバードではジョサイア・ロイス、ウィリアム・ジェイムズ、ヒューゴ・ミュンスターバーグに師事した。1906年、ハーバード大学で「義務と幸福の関係に関するカントの学説（Kant's Doctrine as to the Relation between Duty and Happiness）」をテーマとする博士論文により博士号を取得した。
彼は1912年から1938年まで、ニューヨーク市立大学シティカレッジ（CCNY）の哲学教授を務めた。1938年から1941年にかけては、同校およびシカゴ大学で法学を教えた。また、ニュースクール・フォー・ソーシャルリサーチ（The New School for Social Research）でも講義を担当し、さらにコロンビア大学、コーネル大学、ハーバード大学、スタンフォード大学、イェール大学など多くの大学で哲学および法学の講義を行った。
コーエンは、その機知、博学的知識、そして哲学的方法論を覆す能力において伝説的な存在であった。ロバート・ハッチンスは「彼は最も破壊的で興味深い方法でものごとを腑分けすることが出来たし、実際にそうした。しかし...彼はまた、彼自身の積極的な思想を持っていた」と延べている。バートランド・ラッセルは彼について、現代アメリカ哲学界においてもっとも独創的な知性を持っていると評した。
1923年、彼はチャールズ・サンダース・パースの論文集『偶然・愛・論理（Chance, Love and Logic）』を編集し、序文を執筆した。
1930年代、コーエンはCCNYに「プロレタリアのハーバード」という評判をもたらした人物として、他のどの教員よりも大きな役割を果たしたとされている。彼は政治においてはリベラリズムを支持しながらも、レッセフェールには反対していた。また、自由民主主義を擁護し、ファシズムと共産主義の双方を厳しく批判する著作を書いている。
コーエンの死後、『ニューヨーク・タイムズ』は彼のことを「アメリカの哲学、教育、そして自由主義の伝統において、ほとんど伝説的な人物」と評した。
1953年5月3日、ビューエル・G・ギャラガー学長のもと、CCNYの図書館はコーエンにちなんで「モーリス・ラファエル・コーエン図書館」と名付けられた。
またコーエンは、サロ・W・バロン教授とともに、現代ユダヤ人社会を科学的に研究するための会議の設立に尽力し、その季刊誌『ユダヤ社会研究（Jewish Social Studies）』の編集にも携わった,。
コーエンは1947年1月28日、ワシントンD.C.で死去した。リチャード・T・ホールによれば、彼はニューヨーク州マスぺスのマウント・サイオン墓地に埋葬されたという。

## 業績
- 『理性と自然（Reason and Nature）』（1931年、1953年改訂） ― コーエンの代表的な哲学著作
- 『法と社会秩序（Law and the Social Order）』（1933年）
- 『論理学と科学的方法入門（An Introduction to Logic and the Scientific Method）』（1934年） ― エルネスト・ナーゲルとの共著
- 『自由主義者の信条（The Faith of a Liberal）』（1945年）
- 『論理への序説（A Preface to Logic）』（1945年）
- 『人類史の意味（The Meaning of Human History）』（1947年）

### 死後出版
- 『夢想家の旅路（A Dreamer's Journey）』（1949年） ― 自伝
- 『理性と法（Reason and Law）』（1950年）
- 『アメリカ思想 ― 批判的素描（American Thought, a Critical Sketch）』（1954年）